# Liga de Campeones de la AFC 2002-03
La Liga de Campeones de la AFC 2003 fue la vigésima segunda edición del torneo de clubes de fútbol más importante de Asia. Se disputó desde el 9 de marzo al 11 de octubre de 2003 y contó con la participación de 16 equipos de once países, y de los cuales 8 equipos participaron en una ronda de clasificación previa, disputada desde el 13 de agosto al 27 de noviembre de 2002. El equipo ganador de esta edición fue Al Ain de Emiratos Árabes Unidos, tras vencer en la final a doble partido por 2:0 y 0:1 a BEC Tero Sasana de Tailandia.

## Participantes por asociación
| Zona Oeste Asiático | Zona Oeste Asiático    | Zona Oeste Asiático  | Zona Oeste Asiático  | Zona Oeste Asiático  | Zona Oeste Asiático  | Zona Oeste Asiático  |
| Asociación          | Asociación             | AFC Champions League | AFC Champions League | AFC Champions League | AFC Champions League | AFC Champions League |
| Asociación          | Asociación             | Fase de Grupos       | 4ª ronda Previa      | 3ª ronda Previa      | 2ª ronda Previa      | 1ª ronda Previa      |
| ------------------- | ---------------------- | -------------------- | -------------------- | -------------------- | -------------------- | -------------------- |
| 1                   | Arabia Saudíta         | 1                    |                      | 1                    |                      |                      |
| 2                   | Irak                   | 1                    |                      | 1                    |                      |                      |
| 3                   | Irán                   | 1                    |                      | 1                    |                      |                      |
| 4                   | Emiratos Árabes Unidos | 1                    |                      |                      | 1                    |                      |
| 5                   | Catar                  |                      |                      | 1                    | 1                    |                      |
| 6                   | Uzbekistán             |                      |                      | 1                    | 1                    |                      |
| 7                   | Kuwait                 |                      |                      | 1-1                  | 1                    |                      |
| 8                   | Turkmenistán           |                      |                      | 1                    | 1-1                  |                      |
| 9                   | Tayikistán             |                      |                      | 1-1                  | 1-1                  |                      |
| 10                  | Siria                  |                      |                      |                      | 2                    |                      |
| 11                  | Baréin                 |                      |                      |                      | 2-2                  |                      |
| 12                  | Jordania               |                      |                      |                      | 1                    | 1                    |
| 13                  | Palestina              |                      |                      |                      | 1-1                  | 1-1                  |
| 14                  | Yemen                  |                      |                      |                      | 1                    |                      |
| 15                  | Líbano                 |                      |                      |                      |                      | 2                    |
| 16                  | Kirguistán             |                      |                      |                      |                      | 1                    |
| 17                  | Omán                   |                      |                      |                      |                      | 1-1                  |
| 18                  | Afganistán             |                      |                      |                      |                      | 0                    |
| 19                  | Bangladés              |                      |                      |                      |                      | 0                    |
| 20                  | Bután                  |                      |                      |                      |                      | 0                    |
| 21                  | Nepal                  |                      |                      |                      |                      | 0                    |
| 22                  | Pakistán               |                      |                      |                      |                      | 0                    |
| Total Participantes | Total Participantes    | 4                    | 0                    | 8-2                  | 13-5                 | 6-2                  |

- Un equipo de Kuwait se retiró
- Los equipos de Tayikistán fueron descalificados ya que la federación estaba suspendida por la FIFA
- Un equipo de Turkmenistán se retiró por problemas financieros
- Los equipos de Baréin fueron descalificados ya que no cumplían las licencias requeridas
- Los equipos de Palestina se retiraron debido a los problemas internos de su país
- Un equipo de Omán se retiró
- Afganistán, Bangladés, Bután, Nepal, Pakistán no tuvieron participación en esta temporada
- Bangladés y Bután geográficamente pertenece a la Zona Este

| Zona Este Asiático  | Zona Este Asiático  | Zona Este Asiático   | Zona Este Asiático   | Zona Este Asiático   | Zona Este Asiático   | Zona Este Asiático   |
| Asociación          | Asociación          | AFC Champions League | AFC Champions League | AFC Champions League | AFC Champions League | AFC Champions League |
| Asociación          | Asociación          | Fase de Grupos       | 4ª ronda Previa      | 3ª ronda Previa      | 2ª ronda Previa      | 1ª ronda Previa      |
| ------------------- | ------------------- | -------------------- | -------------------- | -------------------- | -------------------- | -------------------- |
| 1                   | China               | 1                    |                      | 1                    |                      |                      |
| 2                   | Japón               | 1                    |                      | 1                    |                      |                      |
| 3                   | República de Corea  | 1                    |                      | 1                    |                      |                      |
| 4                   | Tailandia           | 1                    |                      | 1                    |                      |                      |
| 5                   | Indonesia           |                      |                      | 2                    |                      |                      |
| 6                   | Singapur            |                      |                      | 2                    |                      |                      |
| 7                   | India               |                      |                      | 1                    | 1                    |                      |
| 8                   | Maldivas            |                      |                      | 1                    | 1                    |                      |
| 9                   | Vietnam             |                      |                      | 1                    |                      |                      |
| 10                  | Hong Kong           |                      |                      | 1                    |                      |                      |
| 11                  | Brunéi Darussalam   |                      |                      | 1                    |                      |                      |
| 12                  | Macao               |                      |                      | 1                    |                      |                      |
| 13                  | Sri Lanka           |                      |                      |                      | 2                    |                      |
| 14                  | Birmania            |                      |                      |                      |                      | 0                    |
| 15                  | Camboya             |                      |                      |                      |                      | 0                    |
| 16                  | Filipinas           |                      |                      |                      |                      | 0                    |
| 17                  | Guam                |                      |                      |                      |                      | 0                    |
| 18                  | Laos                |                      |                      |                      |                      | 0                    |
| 19                  | Malasia             |                      |                      |                      |                      | 0                    |
| 20                  | Mongolia            |                      |                      |                      |                      | 0                    |
| 21                  | RPD Corea           |                      |                      |                      |                      | 0                    |
| 22                  | Taiwán              |                      |                      |                      |                      | 0                    |
| Total Participantes | Total Participantes | 4                    | 0                    | 14                   | 4                    | 0                    |

- Birmania, Camboya, Filipinas, Guam, Laos, Malasia, Mongolia RPD Corea y Taiwán no tuvieron participación en esta temporada
- India, Maldivas y Sri Lanka geográficamente pertenece a la Zona Oeste

## Clasificación

### Zona Occidental

#### Primera Ronda
| Equipo 1  | Agr. | Equipo 2  | Ida | Vuelta |
| --------- | ---- | --------- | --- | ------ |
| Al-Wehdat | 3–2  | Al Nejmeh | 3–2 | 0–0    |
| Al Ansar  | w/o1 | Al Nasr   |     |        |
| Al Aqsa   | w/o2 | Zhashtyk  |     |        |

- 1- Al Nasr abandonó el torneo.
- 2- Al Aqsa abandonó el torneo

#### Segunda Ronda
| Equipo 1         | Agr.     | Equipo 2      | Ida | Vuelta |
| ---------------- | -------- | ------------- | --- | ------ |
| Al Ansar         | 1–3      | Al Faisaly    | 1–0 | 0–3    |
| Pakhtakor        | 4–3      | Al-Wehdat     | 3–0 | 1–3    |
| Al Ahli          | 3–3 (v.) | Al Kuwait     | 2–0 | 1–3    |
| Zhashtyk         | 0–4      | Al-Ahli San'a | 0–2 | 0–2    |
| Köpetdag Aşgabat | w/o1     | Al Sadd SC    |     |        |
| Busaiteen        | w/o2     | Al-Jaish      |     |        |
| Al-Quds          | w/o2     | Riffa         |     |        |
| Al-Ittihad       | w/o3     | Khujand       |     |        |

- 1. Köpetdag Aşgabat abandonó el torneo por problemas financieros.
- 2. La AFC rechazó la participación del Busaiteen y el Riffa por no cumplir con el criterio deportivo del torneo.
- 3. Khujand fue descalificado por la suspensión de la Federación de Fútbol de Tayikistán por la FIFA y la AFC.

#### Tercera Ronda
| Equipo 1      | Agr.     | Equipo 2            | Ida | Vuelta |
| ------------- | -------- | ------------------- | --- | ------ |
| Al Ittihad    | 1–5      | Al Arabi            | 1–1 | 0–4    |
| Al Sadd SC    | 3–2 (v.) | Al-Zawraa           | 1–1 | 2–1    |
| Esteghlal     | 3–0      | Al Faisaly          | 2–0 | 1–0    |
| Al Ahli       | 5–4      | Al-Ahli             | 3–2 | 2–2    |
| Al-Ahli San'a | 1–8      | FK Neftchy Farg'ona | 1–2 | 0–6    |
| Al-Ittihad    | 4–6      | Pakhtakor           | 4–3 | 0–3    |
| Al-Jaish      | w/o1     | Regar-TadAZ         |     |        |
| Al-Quds       | w/o2     | Nisa Aşgabat        |     |        |

- 1- Regar-TadAZ fue descalificado por la suspensión de la Federación de Fútbol de Tayikistán por la FIFA y la AFC.
- 2. Al-Quds abandonó el torneo por los problemas de seguridad en Palestina.

#### Cuarta Ronda
| Equipo 1     | Agr.         | Equipo 2            | Ida | Vuelta |
| ------------ | ------------ | ------------------- | --- | ------ |
| Al-Jaish     | 2–2 (1-4 p.) | Al Sadd SC          | 1–1 | 1–1    |
| Nisa Asgabat | w/o1         | Al Arabi            |     |        |
| Pakhtakor    | 4–2          | Al Ahli             | 3–2 | 1–0    |
| Esteghlal    | 2–2          | FK Neftchy Farg'ona | 1–0 | 1–2    |

- 1- Al Arabi abandonó el torneo.

### Primera Ronda
| Equipo 1    | Agr.        | Equipo 2       | Ida | Vuelta |
| ----------- | ----------- | -------------- | --- | ------ |
| Saunders SC | 1–7         | Mohun Bagan AC | 0–2 | 1–5    |
| Air Force   | 2–3 (t. s.) | New Radiant    | 1–1 | 1–2    |

#### Segunda Ronda
| Equipo 1           | Agr. | Equipo 2         | Ida | Vuelta |
| ------------------ | ---- | ---------------- | --- | ------ |
| Geylang United FC  | 7–0  | DPMM FC          | 3–0 | 4–0    |
| Petrokimia Putra   | 4–6  | Shanghai Shenhua | 3–1 | 1–5    |
| South China        | 3–2  | Home United FC   | 2–1 | 1–1    |
| Persita Tangerang  | 0–1  | Osotsapa FC      | 0–1 | 0–0    |
| Monte Carlo        | 1–8  | Daejeon Citizen  | 1–5 | 0–3    |
| Shimizu S-Pulse    | 7–0  | New Radiant      | 7–0 | 0–0    |
| Mohun Bagan AC     | 5–2  | Club Valencia    | 2–2 | 3–0    |
| Churchill Brothers | 2–1  | Saigon Port      | 2–0 | 0–1    |

#### Tercera Ronda
| Equipo 1           | Agr. | Equipo 2          | Ida | Vuelta |
| ------------------ | ---- | ----------------- | --- | ------ |
| Churchill Brothers | 4–7  | Osotsapa FC       | 1–1 | 3–6    |
| South China        | 1–8  | Shimizu S-Pulse   | 0–5 | 1–3    |
| Shanghai Shenhua   | 5–1  | Geylang United FC | 3–0 | 2–1    |
| Daejeon Citizen    | 8–1  | Mohun Bagan AC    | 6–0 | 2–1    |

## Fase de grupos
De los 16 equipos clasificados para disputar el certamen, se formaron cuatro grupos. En cada uno de ellos, un club hizo de anfitrión, es decir, que todos los partidos del grupo se disputaron en su localía. El formato consistió en una sola ronda todos contra todos, clasificando a semifinales los primeros lugares de cada grupo.

### Grupo A
| Pos. | Equipo              | Pts. | PJ | G | E | P | GF | GC | Dif. | Clasificación |
| ---- | ------------------- | ---- | -- | - | - | - | -- | -- | ---- | ------------- |
| 1    | BEC Tero Sasana (H) | 7    | 3  | 2 | 1 | 0 | 6  | 3  | +3   | Semifinales   |
| 2    | Daejeon Citizen     | 6    | 3  | 2 | 0 | 1 | 3  | 3  | 0    |               |
| 3    | Shanghai Shenhua    | 3    | 3  | 1 | 0 | 2 | 6  | 7  | −1   |               |
| 4    | Kashima Antlers     | 1    | 3  | 0 | 1 | 2 | 5  | 7  | −2   |               |

 Fuente: 
| 10 de marzo de 2003 | Shanghai Shenhua | 1–2     | Daejeon Citizen                     | Suphachalasai Stadium, Bangkok |                               |
|                     | Luo Xiao 85'     | Reporte | Han Jung-kook 8' · Kim Eun-jung 44' | Asistencia: 8000 espectadores  | Asistencia: 8000 espectadores |

| 10 de marzo de 2003 | Kashima Antlers           | 2–2     | BEC Tero Sasana | Suphachalasai Stadium, Bangkok                              |                                                             |
|                     | Hirase 21' · Fernando 77' | Reporte | Yongant 76' 90' | Asistencia: 10 000 espectadores Árbitro(s): Al Hamdan Naser | Asistencia: 10 000 espectadores Árbitro(s): Al Hamdan Naser |

| 12 de marzo de 2003 | Kashima Antlers                      | 3–4     | Shanghai Shenhua                                    | Suphachalasai Stadium, Bangkok                           |                                                          |
|                     | Aoki 24' · Fernando 56' · Nozawa 90' | Reporte | Yang Guang 1' · Zhang Yuning 11' · Martínez 31' 87' | Asistencia: 6000 espectadores Árbitro(s): Balu Sundarraj | Asistencia: 6000 espectadores Árbitro(s): Balu Sundarraj |

| 12 de marzo de 2003 | Daejeon Citizen | 0–2     | BEC Tero Sasana               | Suphachalasai Stadium, Bangkok                             |                                                            |
|                     |                 | Reporte | Kongpraphan 14' · Chaiman 73' | Asistencia: 16 000 espectadores Árbitro(s): Anura De Silva | Asistencia: 16 000 espectadores Árbitro(s): Anura De Silva |

| 14 de marzo de 2003 | BEC Tero Sasana             | 2–1     | Shanghai Shenhua | Suphachalasai Stadium, Bangkok                              |                                                             |
|                     | Thongsukh 27' · Chaiman 85' | Reporte | Martínez 58'     | Asistencia: 20 000 espectadores Árbitro(s): Al Hamdan Naser | Asistencia: 20 000 espectadores Árbitro(s): Al Hamdan Naser |

| 14 de marzo de 2003 | Daejeon Citizen | 1–0     | Kashima Antlers | Suphachalasai Stadium, Bangkok                            |                                                           |
|                     | Papa Oumar 87'  | Reporte |                 | Asistencia: 10 000 espectadores Árbitro(s): Masoud Moradi | Asistencia: 10 000 espectadores Árbitro(s): Masoud Moradi |

### Grupo B
| Pos. | Equipo                | Pts. | PJ | G | E | P | GF | GC | Dif. | Clasificación |
| ---- | --------------------- | ---- | -- | - | - | - | -- | -- | ---- | ------------- |
| 1    | Dalian Shide (H)      | 7    | 3  | 2 | 1 | 0 | 10 | 2  | +8   | Semifinales   |
| 2    | Seongnam Ilhwa Chunma | 6    | 3  | 2 | 0 | 1 | 9  | 4  | +5   |               |
| 3    | Shimizu S-Pulse       | 4    | 3  | 1 | 1 | 1 | 8  | 2  | +6   |               |
| 4    | Osotsapa FC           | 0    | 3  | 0 | 0 | 3 | 1  | 20 | −19  |               |

 Fuente: 
| 9 de marzo de 2003 | Seongnam Ilhwa Chunma                                                        | 6–0     | Osotsapa FC | People's Stadium, Dalian                                    |                                                             |
|                    | Park Nam-yeol 22' · Kim Dae-eui 31' · Kim Do-hoon 37' 61' 83' · Drakulić 53' | Reporte |             | Asistencia: 20 000 espectadores Árbitro(s): Ravshan Irmatov | Asistencia: 20 000 espectadores Árbitro(s): Ravshan Irmatov |

| 9 de marzo de 2003 | Shimizu S-Pulse | 0–0     | Dalian Shide | People's Stadium, Dalian                                 |                                                          |
|                    |                 | Reporte |              | Asistencia: 30 000 espectadores Árbitro(s): Kim Jong-sik | Asistencia: 30 000 espectadores Árbitro(s): Kim Jong-sik |

| 12 de marzo de 2003 | Shimizu S-Pulse   | 1–2     | Seongnam Ilhwa Chunma          | People's Stadium, Dalian                                       |                                                                |
|                     | Ahn Jung-hwan 53' | Reporte | Drakulić 74' · Kim Dae-eui 87' | Asistencia: 2000 espectadores Árbitro(s): Ahmad Khalidi Supain | Asistencia: 2000 espectadores Árbitro(s): Ahmad Khalidi Supain |

| 12 de marzo de 2003 | Osotsapa FC | 1–7     | Dalian Shide                                                                | People's Stadium, Dalian                                            |                                                                     |
|                     | Jankam 13'  | Reporte | Hao Haidong 27' 32' 49' 61' · Yan Song 60' · Zou Jie 80' · Dong Fangzhu 82' | Asistencia: 18 000 espectadores Árbitro(s): Setiyono Midi Nitrerejo | Asistencia: 18 000 espectadores Árbitro(s): Setiyono Midi Nitrerejo |

| 15 de marzo de 2003 | Dalian Shide                       | 3–1     | Seongnam Ilhwa Chunma | People's Stadium, Dalian                                    |                                                             |
|                     | Hao Haidong 57' 64' · Yan Song 90' | Reporte | Kim Dae-eui 51'       | Asistencia: 30 000 espectadores Árbitro(s): Ravshan Irmatov | Asistencia: 30 000 espectadores Árbitro(s): Ravshan Irmatov |

| 15 de marzo de 2003 | Osotsapa FC | 0–7     | Shimizu S-Pulse                                                                                | People's Stadium, Dalian                                          |                                                                   |
|                     |             | Reporte | Takagi 23' 40' · Sawanobori 27' · Alessandro Santos 50' · Ahn Jung-hwan 60' 71' · Kitajima 75' | Asistencia: 5000 espectadores Árbitro(s): Setiyono Midi Nitrerejo | Asistencia: 5000 espectadores Árbitro(s): Setiyono Midi Nitrerejo |

### Grupo C
| Pos. | Equipo     | Pts. | PJ | G | E | P | GF | GC | Dif. | Clasificación |
| ---- | ---------- | ---- | -- | - | - | - | -- | -- | ---- | ------------- |
| 1    | Al-Ain (H) | 9    | 3  | 3 | 0 | 0 | 6  | 1  | +5   | Semifinales   |
| 2    | Al-Sadd    | 3    | 3  | 1 | 0 | 2 | 4  | 5  | −1   |               |
| 3    | Esteghlal  | 3    | 3  | 1 | 0 | 2 | 5  | 7  | −2   |               |
| 4    | Al-Hilal   | 3    | 3  | 1 | 0 | 2 | 4  | 6  | −2   |               |

 Fuente: 
| 9 de marzo de 2003 | Al-Sadd            | 1–2     | Esteghlal                | Tahnoun Bin Mohamed Stadium, Al Ain                     |                                                         |
|                    | Sergio Ricardo 72' | Reporte | Samereh 6' · Khatibi 64' | Asistencia: 4500 espectadores Árbitro(s): Toru Kamikawa | Asistencia: 4500 espectadores Árbitro(s): Toru Kamikawa |

| 9 de marzo de 2003 | Al-Ain           | 1–0     | Al-Hilal | Tahnoun Bin Mohamed Stadium, Al Ain                     |                                                         |
|                    | Harib 12' (pen.) | Reporte |          | Asistencia: 6500 espectadores Árbitro(s): Shaban Qassem | Asistencia: 6500 espectadores Árbitro(s): Shaban Qassem |

| 12 de marzo de 2003 | Al-Ain                  | 2–0     | Al-Sadd | Tahnoun Bin Mohamed Stadium, Al Ain              |                                                  |
|                     | Traoré 24' · Sanogo 89' | Reporte |         | Asistencia: 9000 espectadores Árbitro(s): Lu Jun | Asistencia: 9000 espectadores Árbitro(s): Lu Jun |

| 12 de marzo de 2003 | Esteghlal                 | 2–3     | Al-Hilal          | Tahnoun Bin Mohamed Stadium, Al Ain                              |                                                                  |
|                     | Khatibi 18' · Samereh 42' | Reporte | Suffo 34' 74' 85' | Asistencia: 2.500 espectadores Árbitro(s): Subkhdiin Mohd Salleh | Asistencia: 2.500 espectadores Árbitro(s): Subkhdiin Mohd Salleh |

| 15 de marzo de 2003 | Al-Hilal   | 1–3     | Al-Sadd                                    | Tahnoun Bin Mohamed Stadium, Al Ain                     |                                                         |
|                     | Jumaan 57' | Reporte | Keita 45' · Sergio Ricardo 80' · Kamil 90' | Asistencia: 1200 espectadores Árbitro(s): Shaban Qassem | Asistencia: 1200 espectadores Árbitro(s): Shaban Qassem |

| 15 de marzo de 2003 | Esteghlal   | 1–3     | Al-Ain                                  | Tahnoun Bin Mohamed Stadium, Al Ain                |                                                    |
|                     | Samereh 67' | Reporte | Faisal Ali 65' · Sanogo 76' · Harib 78' | Asistencia: 15 000 espectadores Árbitro(s): Lu Jun | Asistencia: 15 000 espectadores Árbitro(s): Lu Jun |

### Grupo D
| Pos. | Equipo        | Pts. | PJ | G | E | P | GF | GC | Dif. | Clasificación |
| ---- | ------------- | ---- | -- | - | - | - | -- | -- | ---- | ------------- |
| 1    | Pakhtakor (H) | 9    | 3  | 3 | 0 | 0 | 7  | 0  | +7   | Semifinales   |
| 2    | Persépolis    | 6    | 3  | 2 | 0 | 1 | 5  | 2  | +3   |               |
| 3    | Al-Talaba     | 3    | 3  | 1 | 0 | 2 | 3  | 4  | −1   |               |
| 4    | Nisa Asgabat  | 0    | 3  | 0 | 0 | 3 | 1  | 10 | −9   |               |

 Fuente: 
| 9 de marzo de 2003 | Nisa Asgabat | 0–3     | Pakhtakor                                   | Pakhtakor Stadium, Taskent                                   |                                                              |
|                    |              | Reporte | Hamidullaev 44' · Soliev 57' · Koshelev 72' | Asistencia: 30 000 espectadores Árbitro(s): Rungklay Mongkol | Asistencia: 30 000 espectadores Árbitro(s): Rungklay Mongkol |

| 9 de marzo de 2003 | Al-Talaba | 0–1     | Persépolis       | Pakhtakor Stadium, Taskent                                 |                                                            |
|                    |           | Reporte | Golmohammadi 62' | Asistencia: 5,000 espectadores Árbitro(s): Masayoshi Okada | Asistencia: 5,000 espectadores Árbitro(s): Masayoshi Okada |

| 11 de marzo de 2003 | Al-Talaba                       | 3–0     | Nisa Asgabat | Pakhtakor Stadium, Taskent                              |                                                         |
|                     | Abdulsada 10' · Mahmoud 24' 90' | Reporte |              | Asistencia: 3,000 espectadores Árbitro(s): Bae Jae-yong | Asistencia: 3,000 espectadores Árbitro(s): Bae Jae-yong |

| 11 de marzo de 2003 | Pakhtakor  | 1–0     | Persépolis | Pakhtakor Stadium, Taskent                                  |                                                             |
|                     | Soliev 22' | Reporte |            | Asistencia: 45 000 espectadores Árbitro(s): Masayoshi Okada | Asistencia: 45 000 espectadores Árbitro(s): Masayoshi Okada |

| 13 de marzo de 2003 | Persépolis                                              | 4–1     | Nisa Asgabat       | Pakhtakor Stadium, Taskent                                    |                                                               |
|                     | Khanmohammadi 14' 76' · Golmohammadi 47' · Aslanian 90' | Reporte | Meredov 89' (pen.) | Asistencia: 2,000 espectadores Árbitro(s): Fareed Al Marzouqi | Asistencia: 2,000 espectadores Árbitro(s): Fareed Al Marzouqi |

| 13 de marzo de 2003 | Pakhtakor                         | 3–0     | Al-Talaba | Pakhtakor Stadium, Taskent                                   |                                                              |
|                     | Krokhmal 25' 57' · Goçgulyýew 37' | Reporte |           | Asistencia: 55 000 espectadores Árbitro(s): Rungklay Mongkol | Asistencia: 55 000 espectadores Árbitro(s): Rungklay Mongkol |

## Segunda fase
|  | Semifinales 9 de abril - 30 de agosto | Semifinales 9 de abril - 30 de agosto | Semifinales 9 de abril - 30 de agosto | Semifinales 9 de abril - 30 de agosto | Semifinales 9 de abril - 30 de agosto |   |        | Final 3 de octubre - 11 de octubre | Final 3 de octubre - 11 de octubre | Final 3 de octubre - 11 de octubre | Final 3 de octubre - 11 de octubre | Final 3 de octubre - 11 de octubre |
|  |                                       |                                       |                                       |                                       |                                       |   |        |                                    |                                    |                                    |                                    |                                    |
|  | Al-Ain                                | Al-Ain                                | 4                                     | 3                                     | 7                                     |   |        |                                    |                                    |                                    |                                    |                                    |
|  | Dalian Shide                          | Dalian Shide                          | 2                                     | 4                                     | 6                                     |   |        |                                    |                                    |                                    |                                    |                                    |
|  |                                       |                                       |                                       |                                       |                                       |   | Al-Ain | Al-Ain                             | 2                                  | 0                                  | 2                                  |                                    |
|  |                                       | BEC Tero Sasana                       | BEC Tero Sasana                       | 0                                     | 1                                     | 1 |        |                                    |                                    |                                    |                                    |                                    |
|  | Pakhtakor                             | Pakhtakor                             | 1                                     | 1                                     | 2                                     |   |        |                                    |                                    |                                    |                                    |                                    |
|  | BEC Tero Sasana                       | BEC Tero Sasana                       | 3                                     | 0                                     | 3                                     |   |        |                                    |                                    |                                    |                                    |                                    |

### Semifinales
En las semifinales de este torneo se enfrentaron los ganadores de cada uno de los cuatro grupos formados en la primera fase.
| 9 de abril de 2003 | Al-Ain                                     | 4:2 (0:1) | Dalian Shide             | Tahnoun Bin Mohamed Stadium, Al Ain                                  |                                                                      |
|                    | Sanogo 62' (p) 83' · Omer 64' · Yaslam 75' |           | Haidong 17' · Li Yao 88' | Asistencia: 20.000 espectadores Árbitro(s): Ahdul Rahman (Indonesia) | Asistencia: 20.000 espectadores Árbitro(s): Ahdul Rahman (Indonesia) |

| 30 de agosto de 2003 | Dalian Shide                              | 4:3 (1:0) | Al-Ain                              | People's Stadium, Dalian                                            |                                                                     |
|                      | Peng 27' · Janković 77' · Haidong 81' 84' |           | Fabiano 46' · Omer 65' · Majidi 87' | Asistencia: 46.000 espectadores Árbitro(s): Masayoshi Okada (Japón) | Asistencia: 46.000 espectadores Árbitro(s): Masayoshi Okada (Japón) |

| 9 de abril de 2003 | BEC Tero Sasana                             | 3:1 (1:0) | Pakhtakor  | Estadio Suphachalasai, Bangkok                                             |                                                                            |
|                    | Srimaka 41' · Fuangprakob 69' · Chaiman 84' |           | Soliev 80' | Asistencia: 15.000 espectadores Árbitro(s): Kwon Jong-Chul (Corea del Sur) | Asistencia: 15.000 espectadores Árbitro(s): Kwon Jong-Chul (Corea del Sur) |

| 22 de abril de 2003 | Pakhtakor    | 1:0 (0:0) | BEC Tero Sasana | Pakhtakor Stadium, Taskent                                        |                                                                   |
|                     | Djeperov 86' |           |                 | Asistencia: 50.000 espectadores Árbitro(s): Tōru Kamikawa (Japón) | Asistencia: 50.000 espectadores Árbitro(s): Tōru Kamikawa (Japón) |

### Final
En la final a partido doble se enfrentaron los ganadores de las semifinales.
| 3 de octubre de 2003 | Al-Ain               | 2:0 (1:0) | BEC Tero Sasana | Tahnoun Bin Mohamed Stadium, Al Ain |                       |
|                      | Johar 38' · Omer 74' |           |                 | Árbitro(s): Sin datos               | Árbitro(s): Sin datos |

| 11 de octubre de 2003 | BEC Tero Sasana | 1:0 (0:0) | Al-Ain | Rajamangala Stadium, Bangkok |                       |
|                       | Chaiman 60' (p) |           |        | Árbitro(s): Sin datos        | Árbitro(s): Sin datos |

| Bandera de Emiratos Árabes Unidos |
| Campeón Al-Ain F. C. 1.er título  |

## Estadísticas

### Máximos anotadores
| Jugador          | Equipo          | Goles |
| ---------------- | --------------- | ----- |
| Hao Haidong      | Dalian Shide    | 9     |
| Boubacar Sanogo  | Al-Ain          | 4     |
| Therdsak Chaiman | BEC Tero Sasana | 4     |

### Rendimiento general
Nota: No contabilizadas las estadísticas en rondas previas.
| Club | Club             | Pts. | PJ | PG | PE | PP | GF | GC | Dif. | Rend.  |
| ---- | ---------------- | ---- | -- | -- | -- | -- | -- | -- | ---- | ------ |
| 1    | Al-Ain           | 15   | 7  | 5  | 0  | 2  | 15 | 8  | +7   | 71.43% |
| 2    | BEC Tero Sasana  | 13   | 7  | 4  | 3  | 3  | 10 | 7  | +3   | 61.9%  |
| 3    | Pakhtakor        | 12   | 5  | 4  | 3  | 2  | 9  | 3  | +6   | 80%    |
| 4    | Dalian Shide     | 10   | 5  | 3  | 1  | 1  | 16 | 9  | +7   | 66.67% |
| 5    | Seongnam         | 6    | 3  | 2  | 0  | 1  | 9  | 4  | +5   | 66.67% |
| 6    | Persépolis       | 6    | 3  | 2  | 0  | 1  | 5  | 2  | +3   | 66.67% |
| 7    | Daejeon Citizen  | 6    | 3  | 2  | 0  | 1  | 3  | 3  | 0    | 66.67% |
| 8    | Shimizu S-Pulse  | 4    | 3  | 1  | 1  | 1  | 8  | 2  | +6   | 44.44% |
| 9    | Shanghai Shenhua | 3    | 3  | 1  | 0  | 2  | 6  | 7  | -1   | 33.33% |
| 10   | Al-Sadd          | 3    | 3  | 1  | 0  | 2  | 10 | 5  | +3   | 33.33% |
| 11   | Al-Talaba        | 3    | 3  | 1  | 0  | 2  | 14 | 4  | +2   | 33.33% |
| 12   | Esteghlal        | 3    | 3  | 1  | 0  | 2  | 8  | 7  | -2   | 33.33% |
| 13   | Al-Hilal         | 3    | 3  | 1  | 0  | 2  | 8  | 6  | -2   | 33.33% |
| 14   | Kashima Antlers  | 1    | 3  | 0  | 1  | 2  | 12 | 7  | -2   | 11.11% |
| 15   | Nisa Aşgabat     | 0    | 3  | 0  | 0  | 3  | 1  | 10 | -9   | 0%     |
| 16   | Osotsapa         | 0    | 3  | 0  | 0  | 3  | 1  | 20 | -19  | 0%     |